# دلفین‌های رودخانه‌ای آمریکای جنوبی
دلفین‌های رودخانه‌ای آمریکای جنوبی (نام علمی: Inia) سرده‌ای از دلفین‌های رودخانه‌ای از آمریکای جنوبی است که دارای یک تا چهار گونه است.
سردهٔ Inia
- گونه Inia araguaiaensis – دلفین رودخانه‌ای آراگوئیه‌ای
- گونه Inia boliviensis – دلفین رودخانه‌ای بولیوی
- گونه Inia geoffrensis – دلفین رودخانه‌ای آمازون
- گونه Inia humboldtiana – دلفین رودخانه‌ای اورینوکو